# Дергач, Алексей Николаевич
Алексей Николаевич Дергач (1916—1983) — советский лётчик-ас истребительной авиации в годы Великой Отечественной войны, Герой Советского Союза (4 февраля 1944). Гвардии полковник.

## Биография
Родился 23 марта 1916 года на станции Дупленская (ныне — Коченёвский район Новосибирской области) в крестьянской семье. С 1931 года вместе с семьёй переехал в Кемерово. Там окончил семилетнюю школу, школу фабрично-заводского ученичества, после чего работал котельщиком на Кемеровском механическом заводе. В 1937 году окончил Кемеровский аэроклуб. В ноябре 1937 года как один из лучших выпускников назначен инструктором-лётчиком Анжерской лётно-планерной школы (г. Анжеро-Судженск), в апреле 1940 года переведён инструктором в Кемеровский аэроклуб.
23 июня 1941 года был призван на службу в Рабоче-крестьянскую Красную Армию. С декабря того же года в звании сержанта — на фронтах Великой Отечественной войны, будучи направлен в состав 674-го легкобомбардировочного авиационного полка (ВВС 11-й армии, Северо-Западный фронт), совершил 175 боевых вылетов на самолёте У-2.
К маю 1942 года прошёл переобучение на истребитель Як-1 и направлен в 161-й истребительный авиационный полк (240-я истребительная авиационная дивизия, 6-я воздушная армия, Северо-Западный фронт). В его составе вёл боевые действия против немецкой авиации в районе Демянского выступа. Первую воздушную победу одержал 28 сентября 1942 года, сбив в районе села Черенчицы (Старорусский район) бомбардировщик Хе-111. В том же 1942 году на фронте вступил в ВКП(б).
С ноября 1942 года сражался в 21-м гвардейском истребительном авиационном полку (дивизия и армия те же, Северо-Западный фронт), был командиром истребительного авиационного звена и летал на ЛаГГ-3.
С февраля 1943 года и до Победы воевал в рядах в 744-го истребительного авиационного полка (приказом наркома обороны СССР от 1 мая 1943 года за образцовое выполнение боевых заданий командования и массовый героизм личного состава полку было присвоено гвардейское звание и он получил наименование 86-й гвардейский истребительный авиационный полк). В том же месяце назначен заместителем командира эскадрильи. В нём летал на истребителях Як-7, Як-9 и Як-3 и принимал участие в боях на Ленинградском фронте, участвовал в обороне Ленинграда, Ленинградско-Новгородской, Белорусской, Прибалтийской и Восточно-Прусской операциях. Тогда же начался стремительный рост побед лётчика: в марте он сбивает свой третий самолёт, 27 мая — два самолёта за день, 30 мая — ещё два, 1 июня — ещё один. А 5 июня 1943 года он в одном воздушном бою над южной частью Ладожского озера сбивает сразу 3 немецких бомбардировщика! Был дважды ранен.
К июлю 1943 года будучи заместителем командира эскадрильи — штурман 86-го гвардейского истребительного авиаполка 240-й истребительной авиадивизии 13-й воздушной армии Ленинградского фронта в звании гвардии капитана совершил 273 боевых вылета (в том числе 98 — на истребителях), в 24 воздушных боях сбил 11 вражеских самолётов лично и 14 в группе.
Указом Президиума Верховного Совета СССР «О присвоении звания Героя Советского Союза офицерскому составу военно-воздушных сил Красной Армии» от 4 февраля 1944 года за «образцовое выполнение боевых заданий командования на фронте борьбы с немецкими захватчиками и проявленные при этом отвагу и геройство» гвардии капитану Алексею Николаевичу Дергачу присвоено звание Героя Советского Союза с вручением ордена Ленина и медали «Золотая Звезда» за номером 2842.
К концу войны был командиром эскадрильи в звании гвардии майора. Совершил 328 боевых вылетов (175 на У-2 и 153 на истребителях), сбив 15 вражеских самолётов лично (при этом в наградном листе на присвоение звания Героя было указано ещё и 14 групповых побед лётчика; эта же информация — а иногда даже и 16 групповых побед — повторяется и в многочисленной литературе о нём, но при этом ни в предшествующих, ни в последующих представлениях А. Н. Дергача к награждению орденами его групповые победы не упоминаются; нет о них информации в оперативных и отчетных документах полка).
После окончания войны он продолжил службу в Советской Армии. В 1955 году окончил курсы усовершенствования офицерского состава. С декабря 1958 по 1971 года служил начальником авиации Воздушно-десантных войск СССР. В июле 1971 года уволен в запас в звании полковника.
Проживал в городе Люберцы Московской области. Умер 17 сентября 1983 года, похоронен на Ново-Люберецком кладбище в Люберцах.

## Награды
- Герой Советского Союза (4.02.1944)
- Орден Ленина (4.02.1944)
- Два ордена Красного Знамени (16.07.1943, 7.02.1945)
- Орден Александра Невского (7.08.1944)
- Орден Отечественной войны 1-й степени (20.03.1943)
- Четыре ордена Красной Звезды (15.02.1945, 22.05.1955, 30.12.1956, 10.08.1967)
- Медаль «За боевые заслуги» (19.11.1951)
- Медаль «За оборону Ленинграда»
- Медаль «За взятие Берлина»
- Медаль «За взятие Кёнигсберга»
- Ряд других медалей[3]

## Память
- Именем Героя названа средняя школа в родном посёлке Дупленская (2017)[7], у здания школы установлена мемориальная плита (2013).
- В школе города Кемерово (ныне гимназия № 17), где учился Дергач, в 2005 году на фасаде открыта мемориальная доска[3].
- 29 мая 2017 года в честь него была названа одна из безымянных вершин Кузнецкого Алатау[8].